# 饗庭純
饗庭 純（あいば じゅん、1986年6月7日）は、日本のシンガーソングライター。

## 来歴
高校3年生の時にオーディションに合格。大学合格後に上京し事務所に所属するも、事務所では音楽コースが整っていなかったため演劇コースで活動することとなり、1年の活動を経て事務所を離れた。
明治大学文学部を卒業後、広告代理店でコピーライターとして勤務した後退社し、作曲の道に進む。
2014年12月、NOTTV『MUSIC にゅっと。』のオーディション企画「ココでミラクル!」にて審査員特別賞を受賞。
2015年2月14日にshibuya gee-ge.にて開催されたライブ『NOTTV「MUSIC にゅっと。」presents<にゅっと。Night -vol.1->』で饗庭のステージを観て衝撃を受けたNyt Recordsのディレクターが、アルバム制作を決意。同年10月7日、出羽良彰をサウンドプロデュースに迎えた1stミニアルバム『Haku』が発売。
2020年、作曲したAKB48「離れていても」が、第62回日本レコード大賞優秀作品賞を受賞。

## 人物
- 奈良県立平城高等学校を23期生として卒業しており、同校の卒業式では饗庭が作詞、作曲を行った「ぬくもりの日々」が卒業式歌として合唱されている[6]。

## 作品

### ミニ・アルバム
- Haku（2015年10月7日、NYTR-011）[5]

### 楽曲提供

#### アーティスト
- AKB48
  - 「離れていても」（作曲）
- 欅坂46
  - 「月曜日の朝、スカートを切られた」（作曲）
- 鈴木みのり
  - 「まぼろし」（作詞）
  - 「サイハテ」（作詞）
- やなぎなぎ
  - 「カザキリ」（作曲）

#### アニメソング
- 月曜日のたわわ
  - 「乙女のたわわ」（作詞・作曲）

#### ドラマ劇伴
- 私たちはどうかしている（作曲）
- 悪魔はそこに居る（作曲）

#### アニメ劇伴
- 地獄楽（コーラス）

### 参加作品
- 「左ききのエレン」オリジナルサウンドトラック（コーラス）
- LiSA『ブラックボックス』（アニメ『NieR:Automata Ver1.1a』第2クール オープニングテーマ）（コーラス）

## 出演

### インターネットテレビ
- MUSIC にゅっと。（NOTTV）